# 용궁 전씨
용궁 전씨(龍宮全氏)는 경상북도 예천군 용궁면을 본관으로 하는 한국의 성씨이다.

## 역사
전씨(全氏)의 도시조 전섭(全聶)은 백제의 개국공신이다. 용궁 전씨(龍宮全氏) 시조 전방숙(全邦淑)은 전섭(全聶)의 28세손이다. 그는 고려 충렬왕 때 한림학사(翰林學士)를 거쳐 문하시중평장사(門下侍中平章事)에 올랐으며, 용성부원군(龍城府院君)에 봉해졌다고 한다.

## 인구
2015년 인구는 30,142명이다.

## 참고 자료
- “용궁전씨(龍宮全氏)”. 뿌리를 찾아서.[깨진 링크(과거 내용 찾기)]